# Optare Versa
Optare Versa — низкопольный автобус среднего класса, выпускавшийся с 2007 по 2018 год компанией Optare. Всего было выпущено 883 экземпляра.

## Описание
Optare Versa впервые был представлен в ноябре 2006 года на выставке Euro Bus Expo 2006 в Национальном выставочном центре. Первые 25 экземпляров поступили в Дилижанс.
В зависимости от длины колёсная база уменьшена до 5130—5280 мм. Вместимость составляет 36—40 пассажиров. Многие черты дизайна позаимствованы у Optare Solo.
Последние модели Versa сошли с конвейера в 2018 году.

## Optare Versa EV
Первые 68 экземпляров Optare Versa EV были выпущены в 2010 году. До 2012 года выпускались только гибридные автобусы, а с 2012 года выпускались также электробусы.

## Галерея

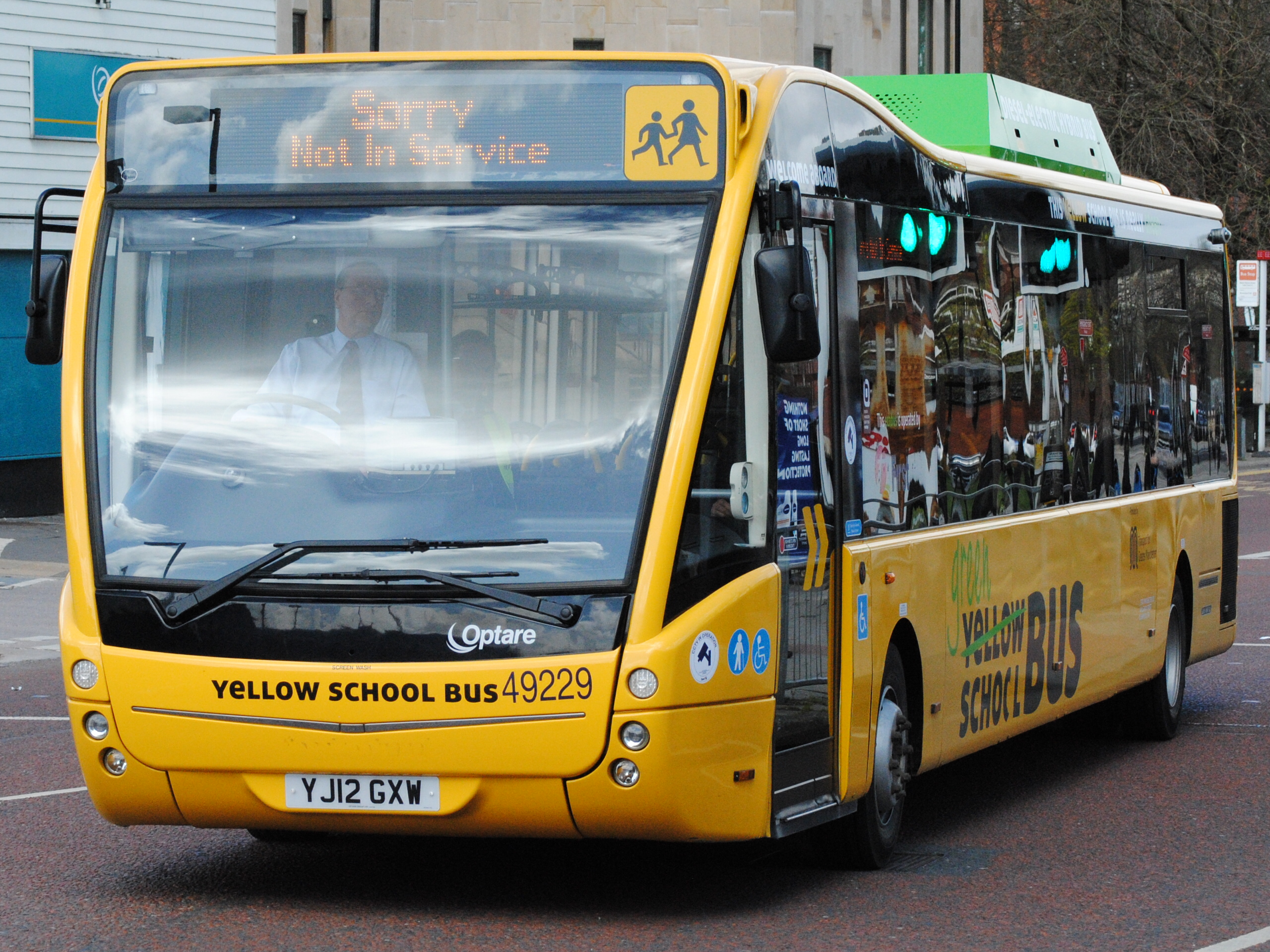
Вид спереди
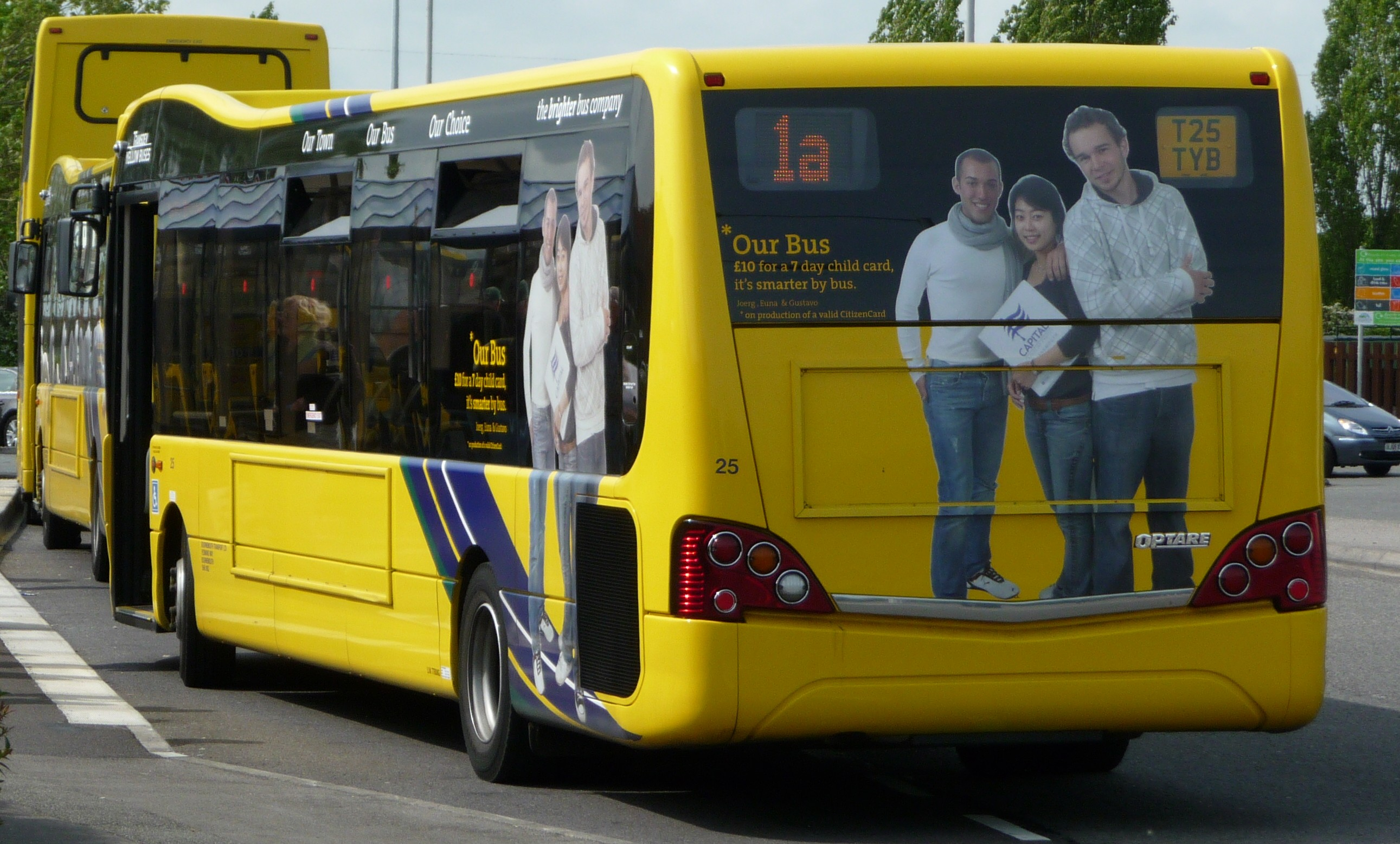
Вид сзади
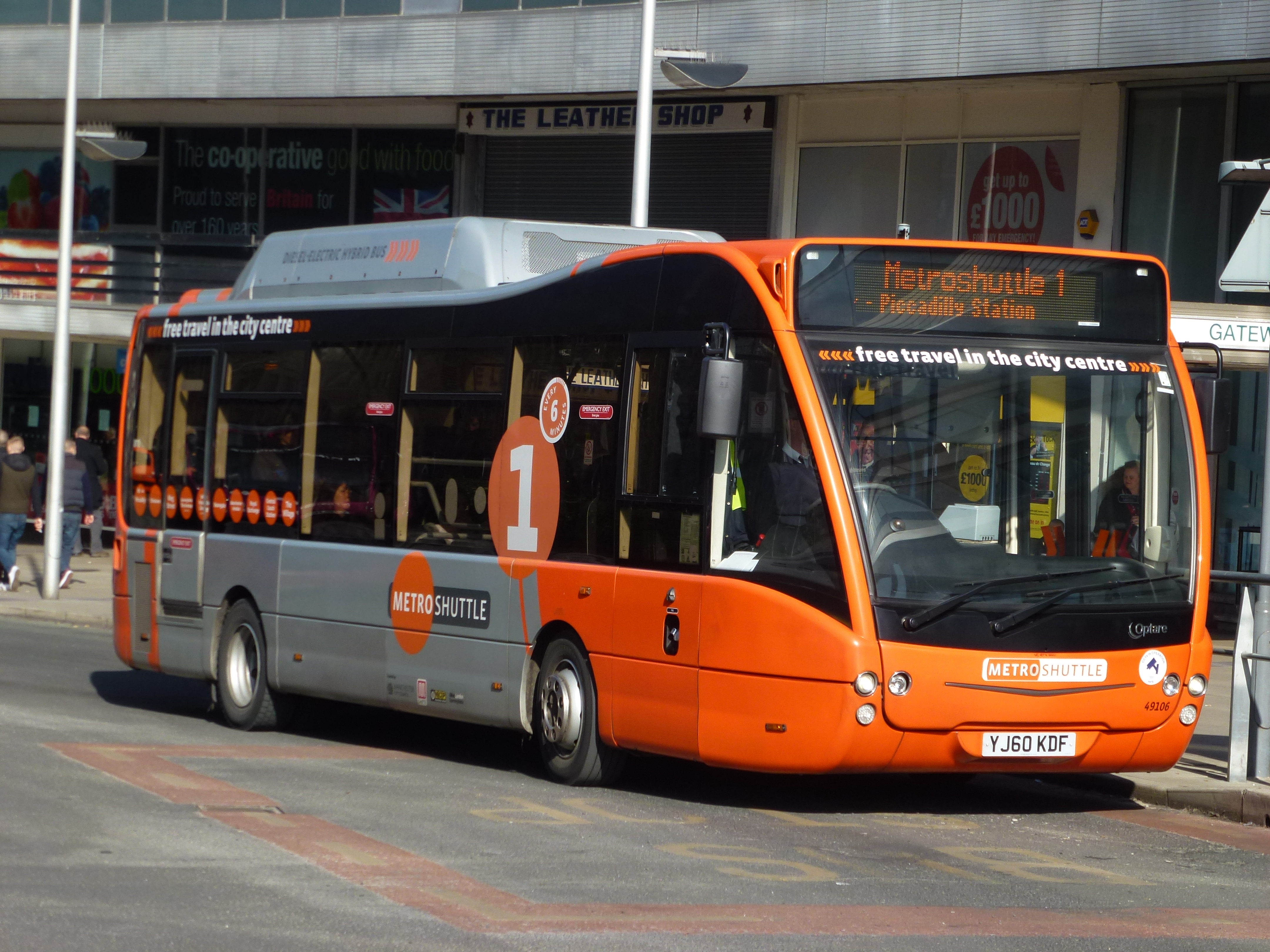
Optare Versa в Манчестере
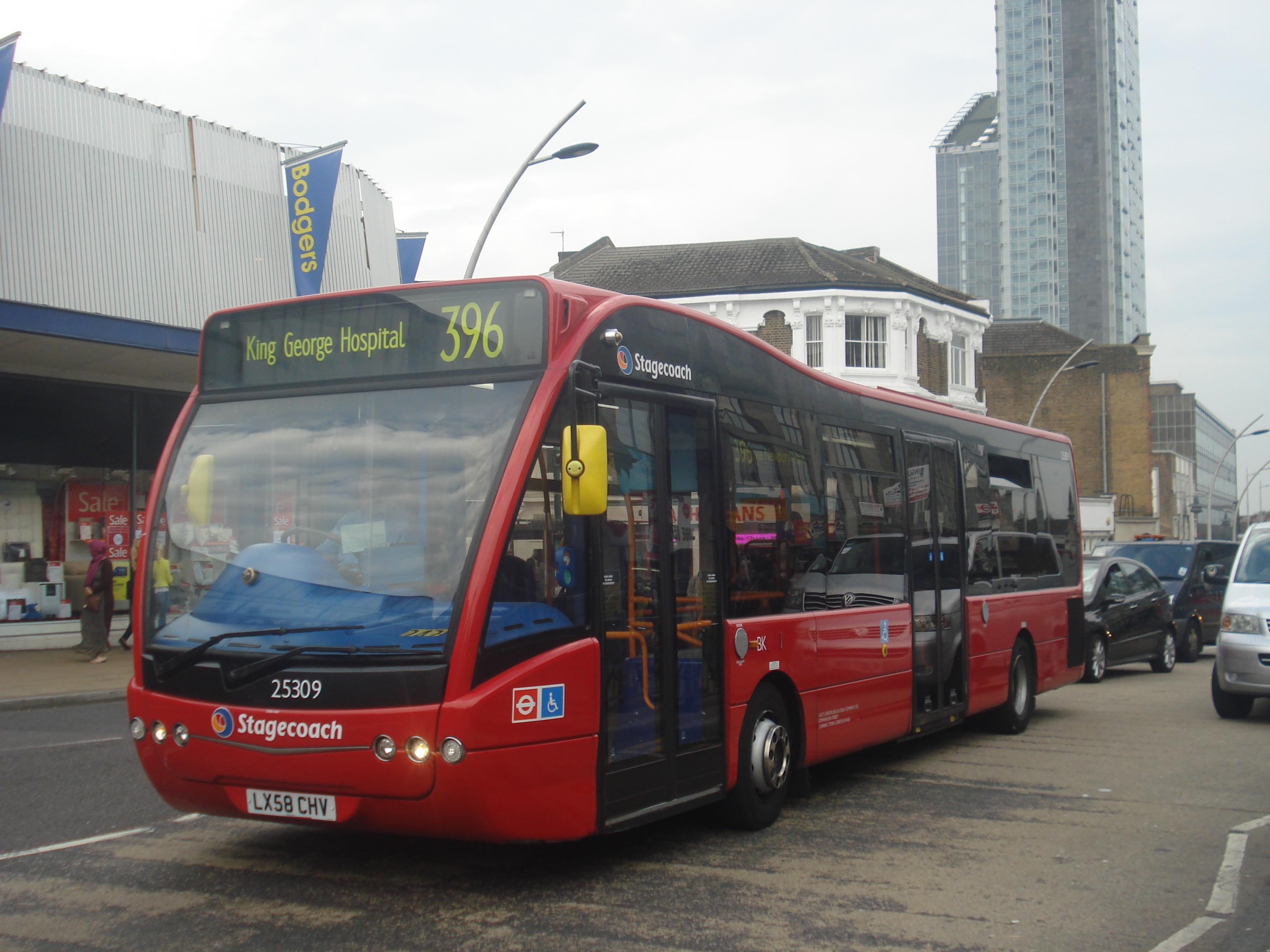
Optare Versa в Лондоне
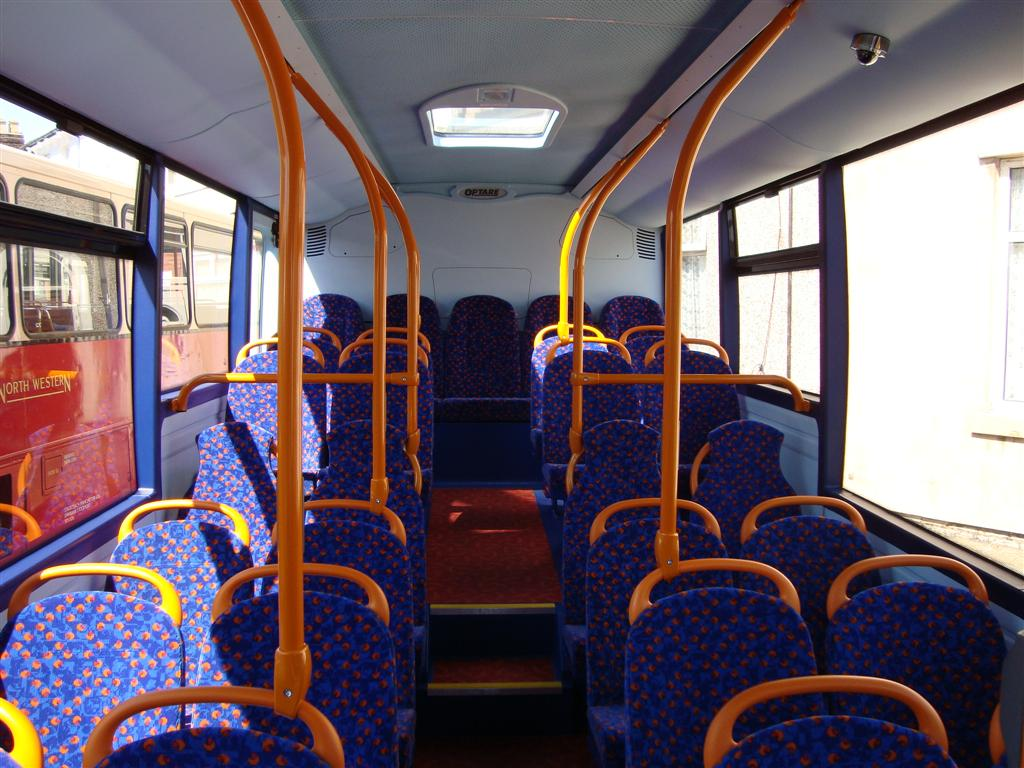
Салон, вид назад
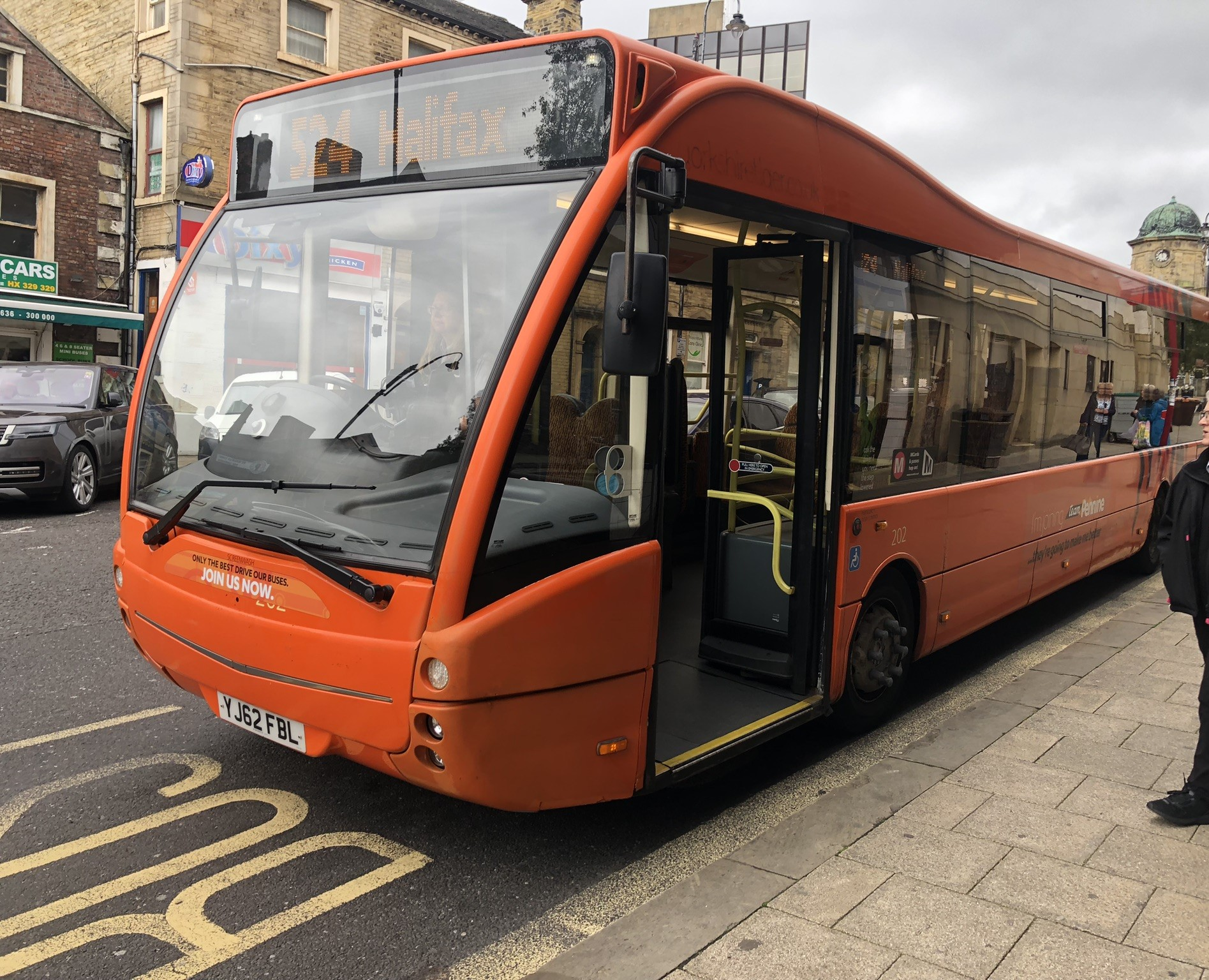
Optare Versa в Галифаксе